# Rachel Platten
Rachel Ashley Platten (Newton Centre, Massachusetts, 1981. május 20.) amerikai énekesnő és dalszövegíró. Ismertségét a 2015-ös kislemezével, a Fight Song-gal érte el, ami világszerte sikereket ért el, több országban is a top 10-ben debütált.(Ausztrália, Kanada, Új-Zéland, Skócia, Szlovákia, Egyesült Államok és az Egyesült Királyság. A második kislemez, a Stand By You 2016-ban a 38. helyen állt, amivel Platten 2. top 40 helyezését érte el Amerikában.

## Gyermekkor
Rachel Platten 1981. május 20-án született Pamela és Paul Platten gyermekeként. Newton Centre-ben nőtt fel. 5 évesen tanult zongorázni, majd a középiskolában gitározni. A Buckingham Browne & Nichols középiskolába járt, ahol az énekkarnak volt tagja. Platten a Trinity College-en érettségizett 2003-ban, ahol nemzetközi kapcsolatokból szerzett diplomát. A cserediák program által Trinidadon járt gyakorlat céljából, ahol egy zenei kiadónál dolgozott. Itt tartózkodása alatt háttérénekes volt az egyik barátjának bandájában, amellyel több, mint 80.000 ember előtt léptek fel. Rachel ekkor határozta el, hogy végleg a zenei pályát választja. Ezek után New York greenwich-i részére költözött, ahol a Dayz of Wild nevű bandával játszott. 2012-ben összeházasodott Kevin Lazan-nal zsidó ceremónia keretei között. Később a saját zenéjével lépett fel a környéken, majd az országban több helyen. Számos jótékonysági szervezettel dolgozott együtt, mint a Musicians on Call, Ryan Seacrest Foundation vagy a Below the Line.

## Zenei karrier

### 2003-14: Trust in Me és Be Here
2003-ban jelentette meg debütáló stúdióalbumát Trust in Me címmel, amit a demók kollekciójának is hív. 2011-ben jelent meg a 2. stúdióalbuma, a Be Here a Rock Ridge Music gondozásában. Egy korábbi dal, a Seven Weeks A jó pasi című filmben volt hallható. Az ABC Family-n Work of Art című dala volt a főcímdal a Jane by Design című sorozatnak.  Begin Again című dalát felhasználták a Hazug Csajok Társasága (szintén ABC Family sorozat) 100. epizódjában is.   A Don't Care What Time It Is című számát felhasználtál a VH1 Basketball Wives-nál is. You're Safe című dala az MTV Finding Carter című sorozatában volt hallható 2014 szeptemberében. 2014. június 27-én debütált Platten Fight Song című dala először a We Heart It-on, ami a feltörekvő előadónak ad reflektorfényt.

### 2015-mostanáig: Wildfire
Leszerződött a Columbia Records-nél és 2015 tavaszán megjelentették a Fight Song-ot kislemezként a következő albumáról és a Fight Song EP-ről, ami  21. volt a Billboard Hot 200 albumtoplistán. A dal egy közepes tempójú, pophimnusz, egy önmegerősítő dal. Olyan előadókhoz hasonlították, mint Katy Perry, Kelly Clarkson vagy Taylor Swift. A dal a Hazug Csajok Társasága 5. évadjának karácsonyi részében volt hallható  és a Bosszú című sorozat 4. évadjának promójában is. Rachel Platten ezt írta ki Facebook üzenőfalára, amiért sikerült kitörnie a Fight Song-gal: "Minden egyes embernek, aki valaha is hitt bennem, minden mérföldnek, amit az ország utazása közben tettem meg, ti tettétek ezt a pillanatot sokkal édesebbé. Büszke vagyok, hogy leszerződtem a Columbia Records-nál, itt az ideje, hogy árasszuk a szeretet." A dal a CBS új történetének, a Supergirl trailer-ében is hallható volt 2015 májusában, csak úgy, mint egy Ford reklámban.
A Fight Song 6. helyen zárt az amerikai Billboard Hot 100 listán, 3 hétig első volt a Billboard Felnőtt Pop listáján, 2. a Billboard Felnőtt Kortárs listán, 3. a Billboard digitális eladási listáján (az iTunes-on az #1 helyet is elérte és 2015. 07. 04-én a legtöbb digitális példányban elkelt kislemez volt), 6. a Billboard Rádiós Dalok listáján,  8. a Billboard Pop Songs listán és 10. a Billboard Nyári Dalok listán. Ausztráliában a 2. helyig sikerült feltörnie, 8. volt Új-Zélandon, 9. a kanadai Billboard listán és 5. a Billboard kanadai eladási listán. Az Egyesült Királyságban 1. helyezést ért el. Ausztráliában 2-szeres platina, Amerikában platina és Új-Zélandon arany minősítésben részesült. A Fight Song középlemeze 20. helyen zárt a Billboard Album 200 listán.
Bónusz fellépő volt Alex & Sierra és Andy Grammer The Good Guys & Girls turnén. 2015-ben Colbie Caillat-tel és Christina Perrivel turnézott a The Girls Night Out, Boys Can Come Too turné keretei között.
2015. szeptember 11-én adta ki második kislemezét, a Stand By You-t az érkező albumáról. Sokan hasonlítják ütemileg Katy Perry Roar vagy Ellie Goulding dalához. A dal pozitív visszajelzéseket kapott a rajongóktól és Taylor Swifttől is.
2016. január 1-jén jelent meg Platten 1. Columbia Records által kiadott albuma, a Wildfire. Amerikában arany minősítést kapott.

## Diszkográfia

### Stúdióalbumok
| Címek       | Adatok                                                                                      | Slágerlista Helyezések | Slágerlista Helyezések | Slágerlista Helyezések | Slágerlista Helyezések | Slágerlista Helyezések | Slágerlista Helyezések | Minősítések |
| Címek       | Adatok                                                                                      | AM                     | AUS                    | KAN                    | ÚJZ                    | SVÁ                    | UK                     | Minősítések |
| ----------- | ------------------------------------------------------------------------------------------- | ---------------------- | ---------------------- | ---------------------- | ---------------------- | ---------------------- | ---------------------- | ----------- |
| Trust in Me | - Megjelenés: 2003 - Formátum: CD                                                           | —                      | —                      | —                      | —                      | —                      | —                      |             |
| Be Here     | - Megjelenés: 2011. április 26 - Kiadó: Rock Ridge Music - Formátum: Digitális letöltés, CD | —                      | —                      | —                      | —                      | —                      | —                      |             |
| Wildfire    | - Megjelenés: 2016. január 1. - Kiadó: Columbia Records - Formátum: Digitális letöltés, CD  | 5                      | 12                     | 6                      | 37                     | 85                     | 52                     | RIAA: Arany |

### Középlemezek
| Cím        | Adatok                                                                                     | Slágerlistás Eredmények | Eladások     |
| Cím        | Adatok                                                                                     | AM                      | Eladások     |
| ---------- | ------------------------------------------------------------------------------------------ | ----------------------- | ------------ |
| Fight Song | - Megjelenés: 2015. május 12. - Kiadó: Columbia Records - Formátum: Digitális letöltés, CD | 20                      | - US: 26,000 |

## Kislemezek
| "1,000 Ships"                               | 2011 | —  | 24 | —  | —  | —  | — | —  | —  | — |                                                                                        | Be Here                     |
| "Fight Song"                                | 2015 | 6  | 1  | 2  | 5  | 10 | 8 | 64 | 52 | 1 | - AUS: 3× Platina - AM: 3× Platina - ÚJZ: Arany - UK:Arany - KAN:3×Platina - SVÉ:Arany | Fight Song (EP) és Wildfire |
| "Stand by You"                              | 2015 | 37 | 1  | 14 | 42 | —  | — | —  | —  | — | - AUS: Platina - AM:Platina - KAN:Arany                                                | Wildfire                    |
| "Better Place"                              | —    | —  | —  | —  | —  | —  | — | —  | —  |   |                                                                                        | Wildfire                    |
| "—" Nem ért el helyezést az adott országban |      |    |    |    |    |    |   |    |    |   |                                                                                        |                             |

## Díjak és jelölések
| Év   | Ceremónia                 | Díj                                           | Jelölés                        | Eredmény | Forr.  |
| ---- | ------------------------- | --------------------------------------------- | ------------------------------ | -------- | ------ |
| 2015 | Teen Choice Awards        | Feltörekvő Előadó                             | Rachel Platten                 | Jelölve  | [ 32 ] |
| 2015 | Teen Choice Awards        | Nyári Dal                                     | "Fight Song"                   | Jelölve  | [ 32 ] |
| 2016 | iHeartRadio Music Awards  | Legjobb Dalszöveg                             | "Fight Song"                   | Elnyerte | [ 33 ] |
| 2016 | Radio Disney Music Awards | Az Év Kimagasló Előadója                      | Rachel Platten                 | Jelölve  | [ 34 ] |
| 2016 | Billboard Music Awards    | Legeladottabb Dal                             | "Fight Song"                   | Jelölve  | [ 35 ] |
| 2016 | Daytime Emmy Awards       | Kimagasló Zenei Fellépés Beszélgetős Műsorban | Good Morning America 2015 (TV) | Elnyerte | [ 36 ] |